# Matthieu Péché
Matthieu Péché (7 de outubro de 1987) é um canoísta de slalon francês, medalhista olímpico.

## Carreira
Matthieu Péché começou a treinar canoagem aos 7 anos na cidade de Epinal, na França. Apesar de ter feito faculdade de Administração, alcançou o sucesso no esporte, tornando-se atleta olímpico.
Sua primeira participação nas olimpíadas aconteceu em 2012 em Londres, ⁣onde não conquistou medalhas, mas alcançou o 4º lugar na competição. Quatro anos depois representou seu país na Rio 2016, conquistou a medalha de bronze na prova do slalon C-2, ao lado de Gauthier Klauss. 